# Йонел Теодоряну
Йонел Теодоряну (рум. Ionel Teodoreanu; нар. 7 січня 1897 Ясси — †3 лютого 1954 Бухарест) — румунський письменник. Відомий своїми творами для дітей та юнацтва.
Здобув юридичну освіту, але зайнявся літературою, опублікувавши в 1919 поему в прозі «Іграшки для Лілі» («Jucării pentru Lily») в журналі «Літературні нотатки» («Însemnări literare»). У 1923 вийшла перша збірка оповідань «Вулиця дитинства» («Uliţa copilăriei»). Співпрацював з Гарабетом Ібреіляну в його журналі «Румунське життя» («Viaţa Românească»). Автор понад 20 книг, головний твір — трилогія з автобіографічними епізодами «В Меделень» («La Medeleni», «Мінлива межа», 1925; «Дороги», 1925; «Серед вітрів», 1927), в якій йдеться про перші десятиліття XX століття. У наступних творах відійшов від теми дитинства. Мемуари «Застілля тіней» («Masa umbrelor», 1946).
Похований в Бухаресті на цвинтарі Беллу.

## Романи
- La Medeleni, vol. I-III (1925–1927)
- Turnul Milenei (1928)
- Bal mascat (1929)
- Fata din Zlataust (1931)
- Golia (1933)
- Crăciunul de la Silivestri (1934)
- Lorelei (1935)
- Arca lui Noe (1936)
- Secretul Anei Florentin (1937)
- Fundacul Varlamului (1938)
- Prăvale Baba (1939)
- Ce-a văzut Ilie Pânișoară (1940)
- Tudor Ceaur Alcaz, vol. I–IV (1940–1943)
- Hai-Diridam (1945)
- La porțile nopții (1946)
- Să vie Bazarcă (1947, apărut postum in 1971)
- Zdrulă și Puhă (1948)